# Von-Kahr-Straße
Die Von-Kahr-Straße ist eine Innerortsstraße, auch mit Bedeutung als Ausfallstraße, im Stadtbezirk Allach-Untermenzing (Nr. 23) von München. Sie stellt über die Allacher Straße, den Wintrichring und den Georg-Brauchle-Ring im Osten und die Pippinger Straße nach Süden eine Verbindung zwischen der Bundesautobahn 8 nach Stuttgart und dem Nordast des Mittleren Rings mit Anschluss an die Bundesautobahn 9 nach Nürnberg dar.

## Verlauf
Die Straße beginnt auf der Höhe der Ernst-von-Beling-Straße an der Allacher Straße und führt nach Westen, die Medererstraße kreuzend, unter der Megerlestraße hindurch zur Unterführung unter der Bahnstrecke München–Treuchtlingen und von dort weiter zur Würm, vor der nach rechts die Eversbuschstraße abzweigt, die die Kerne von Untermenzing und Allach entlang der Würm verbindet. Der kleine Fluss wird bei der Inselmühle überquert und die Straße geht westlich der Würm an der Einmündung der Pippinger Straße beim Friedhof Untermenzing in die Mühlangerstraße über, die in Richtung der Anschlussstelle München-Lochhausen der Bundesautobahn 99 führt.

## Geschichte
Der bestehende Verlauf der zuvor als Müllerstraße und damit den Namen einer im Stadtzentrum gleichnamigen Straße tragenden Von-Kahr-Straße in ihrem Westteil geht auf einen Ausbau nach 1980 zurück, der allerdings in der Zeit vor 1945 schon vorbereitet und teilweise trassiert worden war.

## Namensgeber
Die Straße trägt seit einer großen Straßenumbenennungsaktion 1947 ihren Namen nach dem Präsidenten des Bayerischen Verwaltungsgerichtshofs Gustav von Kahr (dem Älteren) (1833–1905), dem Vater von Gustav von Kahr (1862–1934). Dieser, 1920/21 bayerischer Ministerpräsident und von September 1923 bis Februar 1924 bayerischer Generalstaatskommissar mit diktatorischen Vollmachten, ließ den Hitlerputsch im November 1923 niederschlagen, war Hitlers Rivale um die Führung rechtsextremer, völkisch-nationalistischer Kräfte in Bayern und wurde nach dem sogenannten Röhm-Putsch im Juni 1934 im KZ Dachau ermordet. Die Straßenbenennung erfolgte 1947 nach beiden von Kahr, wurde jedoch 1964 hinsichtlich des jüngeren rückgängig gemacht. Dies wird durch eine Zusatztafel dokumentiert: "Dr. Gustav von Kahr, 1833–1905, Präsident des Bayer. Verwaltungsgerichtshofes".

## Öffentlicher Verkehr
Die Von-Kahr-Straße wird von der Expressbuslinie X80 (Moosach-Puchheim) bedient. Außerdem verkehren hier die Buslinien 164 und 165.

## Denkmalgeschützte Gebäude
- Nr. 87: Inselmühle, mit Gaststätte, Zweiflügelbau, im Kern 18./19. Jahrhundert, 1912 Umbau des Wirtschaftsflügels zur Eisfabrik, 1913 Verlängerung des Hauptflügels um die Gaststätte; vergleiche auch das ehemalige (bis 2011 geschützte) Ensemble Untermenzing (Denkmalliste D-1-62-000-7290)